# Sander Thoenes
Sander Robert Thoenes (* 7. November 1968 in Enschede, Niederlande; † 21. September 1999 in Becora, Dili, Osttimor) war ein niederländischer Journalist, der während der Operation Donner 1999 von indonesischen Soldaten erschossen wurde.

## Leben
Thoenes war der jüngste von drei Brüdern. In seiner Geburtsstadt Enschede besuchte er das Gymnasium St. Jacobus von 1981 bis 1987, wo er auch an der Schülerzeitung t Komkommertje mitarbeitete, und studierte am Hampshire College in Amherst, Massachusetts, mit einem Stipendium von 1987 bis 1990 erst Freie Kunst, dann mit einem weiteren Stipendium bis 1992 Englische Literatur und Moderne Russische Geschichte. Hier lernte er, die russische Sprache fließend zu sprechen. Ein Semester arbeitete er 1990 als Trainee am Centre for Investigative Reporting in Emeryville, Kalifornien, und im Herbst 1991 als Trainee bei U.S. News & World Report in Moskau. Seinen Abschluss machte Thoenes im August 1992 mit der Arbeit „Between Glasnost and a Free Press, Soviet Journalism in the Gorbachev years“. Während seines Studiums erhielt er den John D. and Catherine T. McArthur Award, mit dem er seine Zeit in Russland finanzierte.
Nach seinem Studienabschluss zog Thoenes endgültig nach Moskau und arbeitete für die englischsprachige Zeitung Moscow Times. Für die wöchentliche niederländische Vrij Nederland berichtete er 1993 von den Kämpfen um das Moskauer Weiße Haus und die chaotische Zeit im postsowjetischen Russland. 1995 berichtete er aus Tschetschenien, im selben Jahr war er auch als Korrespondent für den U.S. News & World Report tätig. Ende 1995 ging Thoenes nach Kasachstan, um dort für ein Jahr als Korrespondent der Financial Times zu arbeiten. In der Zeit war er auch für Usbekistan, Turkmenistan und Afghanistan zuständig.
Da er als Nächstes in Indonesien arbeiten wollte, belegte Thoenes im ersten Halbjahr 1997 einen Kurs zur indonesischen Kultur, Zeitgeschichte und Sprache an der Universität Leiden. Im September 1997 zog er dann als Indonesien-Korrespondent der Financial Times nach Jakarta. In zwei Jahren schrieb er nicht nur 608 Artikel für die Zeitung, sondern produzierte auch regelmäßig Beiträge für den Bostoner Christian Science Monitor, Vrij Nederland und Radio Deutsche Welle. Auch für ein Programm des indonesischen Öffentlichen Radios machte er Berichte. Es war die Zeit der Asienkrise und des Falls des indonesischen Diktators Suharto.

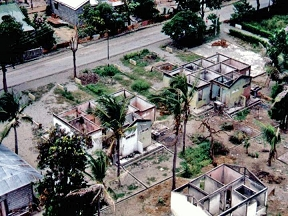
Das zerstörte Dili im Oktober 1999

Am 30. August 1999 fand in Osttimor ein Unabhängigkeitsreferendum statt, in dem sich die Mehrheit der Einwohner für die Unabhängigkeit von Indonesien aussprach, das seit 1975 das Land besetzt hielt. Schon vor Bekanntgabe des Ergebnisses am 4. September brach eine letzte Gewaltwelle durch indonesische Sicherheitskräfte und pro-indonesische Milizen aus. Bis zu 3000 Menschen wurden ermordet, die Infrastruktur zerstört und die Menschen aus ihren Häusern vertrieben. Am 15. September verabschiedete der Sicherheitsrat der Vereinten Nationen die Resolution 1264 und entsandte die von Australien geführte internationale Eingreiftruppe INTERFET, um die Lage wieder unter Kontrolle zu bringen. Erste Einheiten landeten am 20. September in Dili. Thoenes sollte vom Eintreffen der INTERFET in Osttimor berichten, nachdem er schon drei Wochen vorher in Osttimor gewesen war.
Thoenes kam am Nachmittag des 21. Septembers mit einem Charterflug für Journalisten in Dili an. Er fuhr mit seinem osttimoresischen Fahrer Florindo Araújo auf einem Motorrad durch Becora im Südosten Dilis, als sie zu einer Straßensperre kamen. Als Araújo wendete, eröffneten zwei indonesische Soldaten des Bataillons 745 das Feuer. Araújo und Thoenes stürzten. Araújo gelang es, zu Fuß zu entkommen, doch Thoenes wurde getroffen, lebte aber vermutlich noch. Dem toten Reporter wurden die Ohren abgeschnitten und Teile seiner Gesichtshaut abgezogen. Sein Körper wurde später, abgeladen in einem Hintergarten eines Hauses, von UN-Soldaten aufgefunden, die von Timoresen zum Toten geführt wurden. Einer der beiden Täter konnte später als Leutnant Camilo dos Santos identifiziert werden. Bei dem zweiten wird vermutet, dass es sich um Major Jakob Djoko Sarosa handelte. Untersuchungen zufolge war Thoenes nur das letzte von 13 Opfern, das Soldaten des Bataillons auf ihrem Rückzug von Laga aus in das indonesische Westtimor an diesem Tag ermordeten.

## Folgen

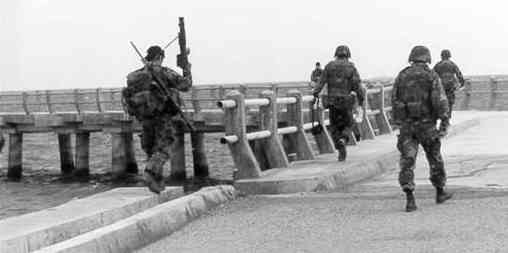
Neuseeländische INTERFET-Soldaten 1999 in Osttimor

Thoenes war der erste Ausländer, der nach Eintreffen der INTERFET zu Tode kam. Zwei andere ausländische Journalisten konnten entkommen, als ihr Auto in einen Hinterhalt geriet, und sich verstecken, bis sie von australischen Soldaten gerettet wurden. Auch ein britischer Reporter, der nach dem Angriff von Milizionären verschwunden war, konnte lebend wiedergefunden werden.
Camilo dos Santos und Jakob Djoko Sarosa wurden zwar am 6. November 2002 vor einem UN-Sondergericht in Dili angeklagt, da sie aber nicht auffindbar waren, konnte bis heute niemand für den Tod von Sander Thoenes zur Rechenschaft gezogen werden.
Der Jakarta Foreign Correspondents Club (JFCC) stiftete mit dem Sander Thoenes Fund ein Stipendium. Die Financial Times rief einen Sander Thoenes Award aus und auch das Hampshire College schuf einen Sander Thoenes Research Award. Ein Gedenkstein am Ort, wo Thoenes erschossen wurde, erinnert heute in Dili an den niederländischen Journalisten. Er trägt die Inschrift „Murdered in search of the truth“. Der Presserat Osttimors verlieh Thoenes posthum am 23. November 2017 den Titel „Jornalista de Mérito“ (deutsch Verdienter Journalist).